# 제물포 해전
제물포 해전(일본어: 仁川沖海戦, 러시아어: Бой в заливе Чемульпо)은 러일 전쟁 초기 1904년 2월 9일에 벌어진 전투로 여순항 해전과 함께 러시아와 일본이 벌인 첫 전투이며 모두 기습적인 공격으로 일본이 승리했다.

## 배경
대한제국에 대한 영향력을 확대시키던 러시아는 블라디보스토크로부터 제물포, 여순항에 이르기까지 제1태평양 함대를 주둔시킴으로써 군사적 태세를 갖추었다.
이에 일본 연합함대의 제독 우류 소토키치는 여순항을 공격하려는 도고 헤이하치로 제독의 명령을 받아 6척의 순양함과 2500명의 병력으로 제물포에서 러시아 함대를 격파하기로 한다.
특히 일본의 방호순양함 지요다는 10개월 동안 제물포에 주둔하고 있어 같이 주둔한 러시아의 장갑순양함 바랴크와 포함 코리에츠에 대해 잘 알고 있었다.
1904년 2월 7일 일본 연합함대의 대규모 무력 군단을 본 포함 코리에츠는 여순항에 지원 요청을 보냈고, 2월 8일 이른 아침 코리에츠함이 일본의 순양함 지요다구를 발견하고 포를 쐈으나 지요다구는 어뢰로 대응해 양측에서 화재가 발생했다.
결국 코리에츠는 항구에서 퇴각했고 지요다구는 우류 소토키치 제독의 소대와 접선했고 영국의 HMS 탈봇, 프랑스의 파스칼, 이탈리아의 엘바, 미국의 군함 빅스버그 등 정박한 중립 국가 항구에서는 일본군에게 항의했으나 오히려 위협을 받아 피신했다.

## 전투 과정
우류 제독은 경순양함 지요다, 다카치호, 아사마, 나니와, 니타카, 아카시와 어뢰정 6척을 이끌고 3000명의 군사들을 제물포에 상륙시켰으며 일본 군대는 제물포로부터 이동하여 서울을, 그리고 대한제국의 나머지 부분을 점령하였다.
2월 9일 오후까지 14:2로 일본군과 러시아군은 전투를 벌여 일본군은 바략함에 올라타 장교 사관 생도 알렉세이 니로드를 포함한 승조원들을 죽였으며 남은 함대는 대포와 어뢰정으로 두 전함에 큰 피해를 입혔다. 그러자 바략함과 코리에츠함의 승조원들은 나포당할 것을 우려해 두 전함을 자침시켰다.

## 결과 및 영향
같은 날 2월 9일 일본 함대는 제물포 항구에 5만명의 병력을 상륙시켰고 선제 공격을 하여 군사적으로 승리한 일본군은 한반도를 쉽게 장악할 수 있었다.
2월 12일, 러시아 공사가 철수함에 따라, 대한제국과 러시아는 국교가 단절되었고 침몰한 러시아의 함정은 뒤에 일본군에게 인양되어 일본군 함정으로 개조되었다.

## 갤러리

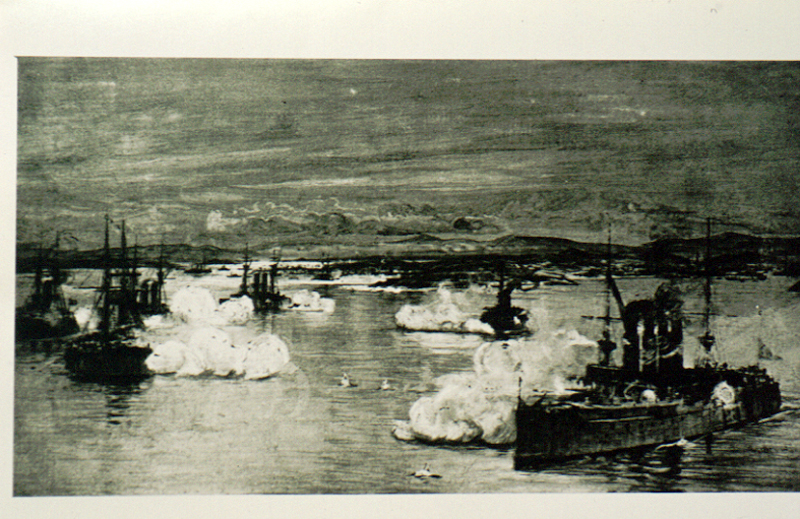
러시아의 순양함 바랴크와 포함 코리에츠가 일본 함대와 전투하는 모습
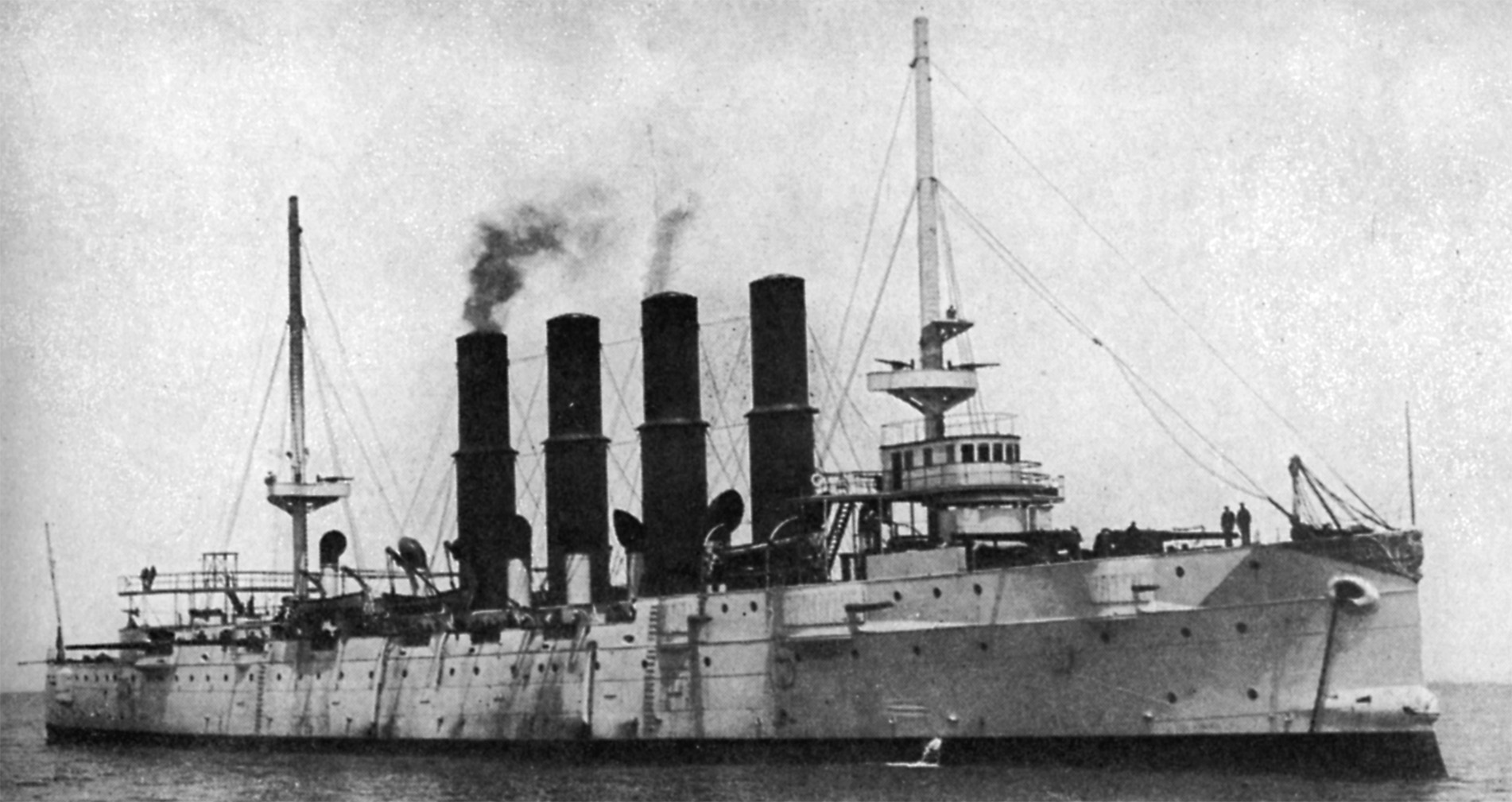
러시아의 순양함 바랴크
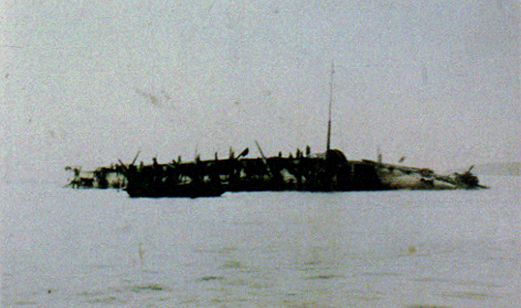
전투 후 바략호의 모습
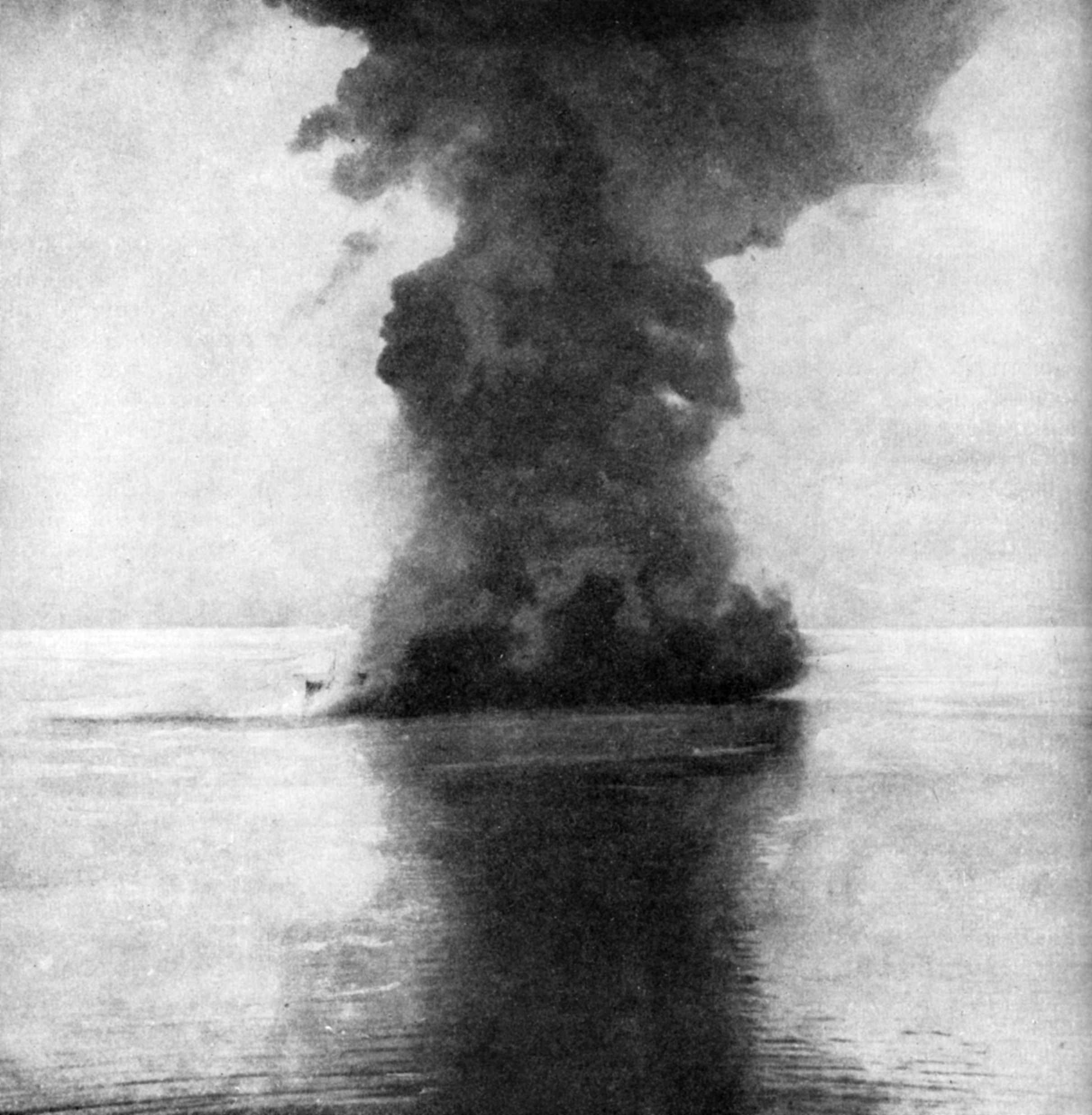
승조원들에 의해 자침되어 침몰하는 러시아 포함 코리에츠
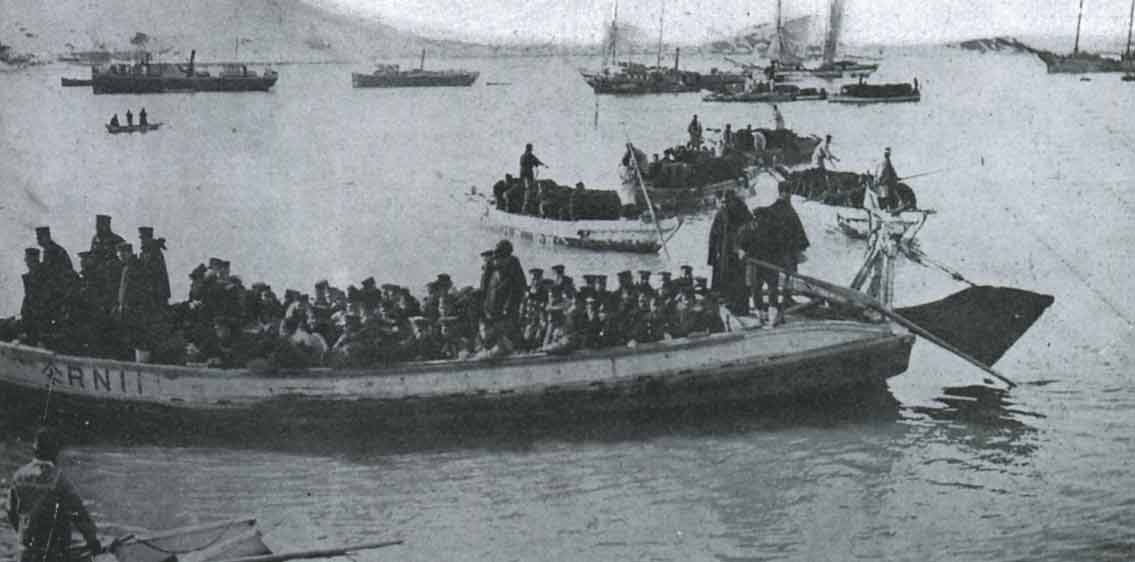
제물포에 상륙하는 일본군 해병대
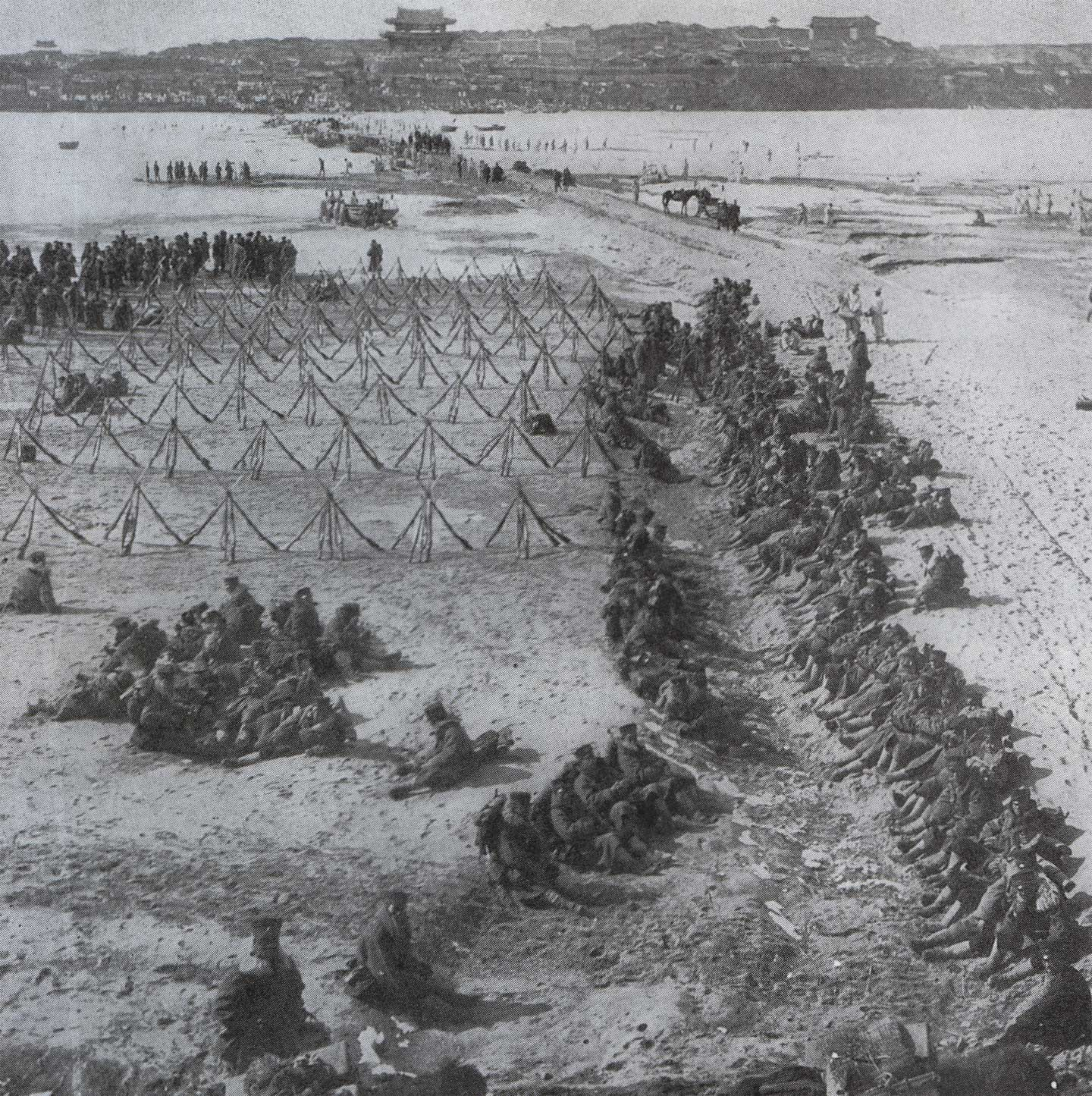
서울을 강제 점령한 일본군
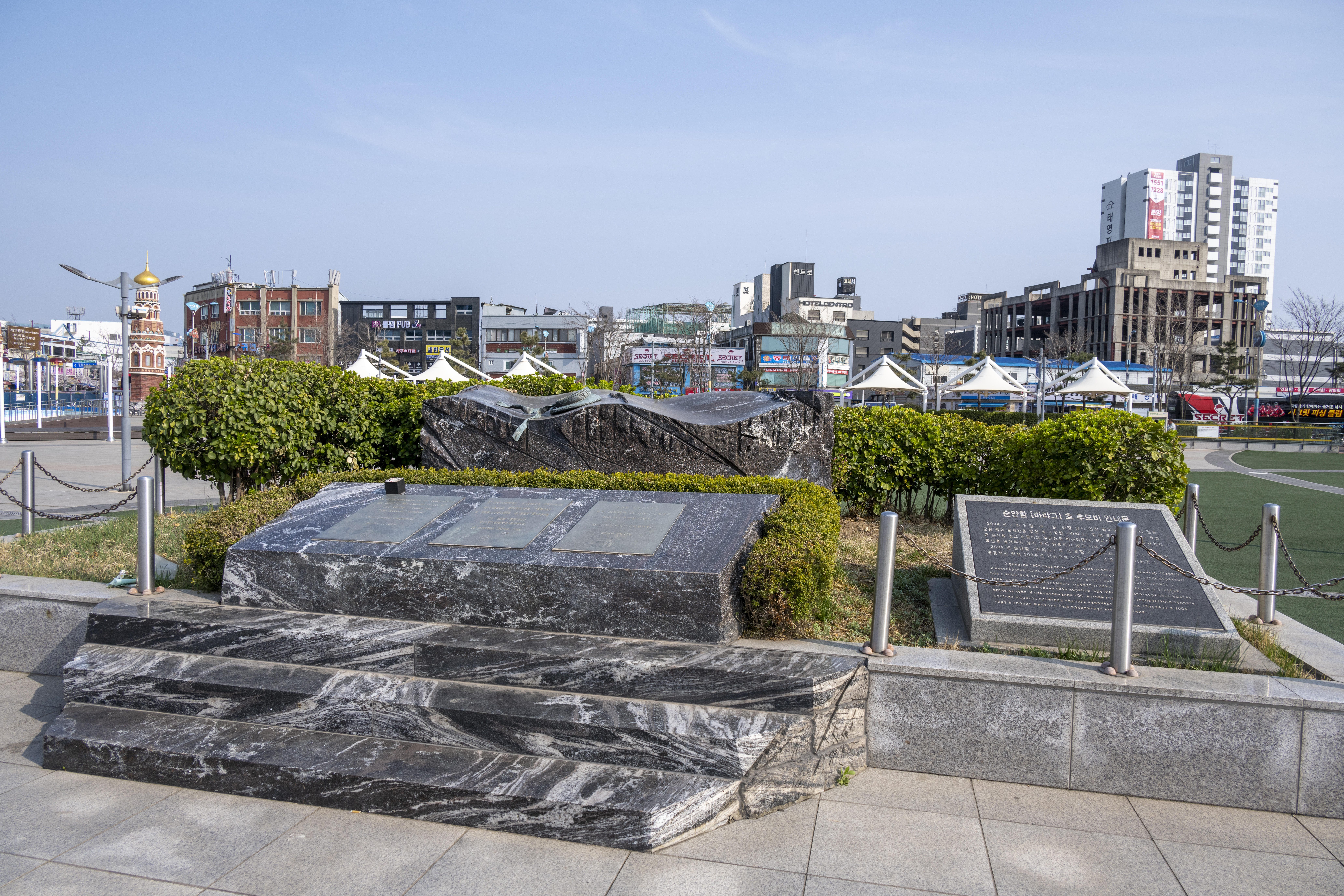
제물포 해전의 현장 인근인 인천광역시 중구 연안부두에 2004년 제막된 바랴크함 추모 비석 (2024년 촬영)